# Chanpatia
Chanpatia là một thành phố và là một khu vực quy hoạch (notified area) của quận Pashchim Champaran thuộc bang Bihar, Ấn Độ.

## Nhân khẩu
Theo điều tra dân số năm 2001 của Ấn Độ, Chanpatia có dân số 22.029 người. Phái nam chiếm 52% tổng số dân và phái nữ chiếm 48%. Chanpatia có tỷ lệ 49% biết đọc biết viết, thấp hơn tỷ lệ trung bình toàn quốc là 59,5%: tỷ lệ cho phái nam là 58%, và tỷ lệ cho phái nữ là 39%. Tại Chanpatia, 19% dân số nhỏ hơn 6 tuổi.